# پیسکانگا
پیسکانگا (به صربی: Piskanja) یک منطقهٔ مسکونی در صربستان است که در راشکا واقع شده‌است. پیسکانگا ۴۸۶ نفر جمعیت دارد.